# Prokuplje
Prokuplje (em cirílico: Прокупље) é uma vila da Sérvia localizada no município de Prokuplje, pertencente ao distrito de Toplica, na região de Toplica. A sua população era de 27163 habitantes segundo o censo de 2011.

## Demografia
| 1948 | 1953  | 1961  | 1971  | 1981  | 1991  | 2002  | 2011  |
| ---- | ----- | ----- | ----- | ----- | ----- | ----- | ----- |
| 8739 | 10050 | 13679 | 20104 | 25602 | 28303 | 27673 | 27163 |